# Pecados y milagros
Pecados y milagros es el séptimo álbum de estudio en español de la cantante mexicana Lila Downs, el 15 de octubre fue infiltrado en la red por lo que tuvo que ser liberado en tiendas a partir del 16 de octubre pero salió a la venta oficialmente el 18 de octubre de 2011. A tan solo dos días de su lanzamiento oficial logró colocarse en los primeros lugares de popularidad posicionándose en el segundo álbum más descargado en iTunes, y el primer lugar en ventas en la categoría de world music según la cadena de tiendas Mixup.
Terminado de grabar 25 de septiembre de 2011, Pecados y milagros hace alusión, entre otras cosas, a la tradición mexicana de los exvotos, que consiste en mandar a un artista que dibuje un milagro que haya sido concedido en la vida. Este álbum se compone de catorce temas, seis son de la autoría de Lila y el resto son temas de compositores como José Alfredo Jiménez, Cuco Sánchez, Tomás Méndez, Macedonio Alcalá y Marco Antonio Solís.
Los créditos de Pecados y milagros abarcan a letristas y productores de alto prestigio, incluyendo a Timoteo Cruz, Aneiro Taño, Celso Duarte, entre otros. El álbum incluye principalmente géneros tales como la música tradicional, el ska, world music y rock, mientras que presenta influencias menores de géneros como bachata, pop, banda, entre otros.
El disco tuvo comentarios positivos por parte de los críticos de música contemporánea, llegando a acumular una puntuación de 6 sobre 10, según Allmusic. De acuerdo con los críticos, «Palomo del Comalito (La Molienda)» y «Mezcalito» son las canciones que más destacan de este álbum. Por otro lado, tuvo una buena recepción comercial, entrando en el repertorio de los diez álbumes más vendidos de casi todos los países en los que estuvo. Para la promoción del disco, fueron lanzados tres sencillos los cuales tuvieron gran éxito, para promover el disco, Downs inició su tercera gira mundial titulada Pecados y milagros World Tour.

## Información del álbum
Las letras de este disco hablan sobre el amor, el desamor, versos dedicados a Zapata, al mezcal y a las mujeres, en especial a las "molenderas" (mujeres que hacen tortillas). El disco trae colaboraciones con músicos latinos como el compositor mexicano Celso Piña, la cantante folclórica colombiana Totó la Momposina, el grupo argentino de funk y hip-hop Illya Kuryaki & The Valderramas, el cantante argentino Emmanuel Horvilleur y la Banda Tierra Mojada.
El álbum fue grabado en la Ciudad de México, y Nueva York. Lila Downs declaró que el álbum tiene mucha influencia propia de los álbumes La sandunga, La cantina y Ojo de culebra. En palabras de la misma Lila Downs, el disco está dividido en cuatro partes: una parte muy influenciada por la música latina, otra parte de banda, otra parte de hip-hop y la última parte serán canciones rock y chilenas.

En México Pecados y milagros fue certificado de Platino+Oro por la IFPI, a modo de acreditación de ventas elevadas por 90 mil copias.

Aunque el álbum no contaba con gran promoción, logró posicionarse en los primeros lugares de ventas de varios países, vendiendo actualmente más de 362 mil copias en todo el mundo. El primer sencillo promocional «Palomo del comalito» fue lanzado el 15 de octubre de 2011 por radio, mientras que el vídeoclip fue lanzado  el 18 de octubre de 2011. El 1 de marzo de 2011 Lila Downs recibió disco de platino por más de 60,000 copias vendidas en México, el 26 de junio de ese mismo año salió al mercado la edición especial (CD+DVD), el cual incluye el concierto que ofreció en noviembre de 2011 en el Auditorio Nacional. En noviembre de 2012 "Pecados y milagros" logró la certificación de Platino+Oro en México, por más de 90 mil copias vendidas solo en este país.
El álbum da nombre a la quinta gira mundial de Lila denominada Pecados y milagros World Tour donde la artista interpreta todas las canciones incluidas en este disco.

## Exposición y tour Pecados y milagros
Pecados y milagros vino acompañado por una exposición gráfica que se exhibió en Museo Nacional de Arte (MUNAL) a partir del 21 de octubre de 2011.
En esta exposición el artista plástico Demián Flores convocó a diversos artistas a hacer pinturas inspiradas en las canciones de este álbum.
Los artistas participantes son Marco Arce, Daniel Guzmán, Daniel Lezama, Dr. Lakra, Betsabeé Romero y Alfredo Vilchis, entre otros. Además Guillermo Quijas de la editorial Almadía, editó el libro con las obras de la exposición.
La Gira de Pecados y milagros dio inicio en la ceremonia de inauguración de los XVI Juegos Panamericanos y comenzó un largo recorrido por México y el mundo.

## Lista de canciones
- Edición estándar

| Pecados y milagros |                                                        |                                |          |  |
| N.º                | Título                                                 | Escritor(es)                   | Duración |  |
| 1.                 | «Mezcalito»                                            | Lila Downs/Paul Cohen          | 4:28     |  |
| 2.                 | «Tu cárcel»                                            | Marco Antonio Solís            | 3:44     |  |
| 3.                 | «Zapata se queda (Con Totó la Momposina y Celso Piña)» | Lila Downs/Paul Cohen          | 4:25     |  |
| 4.                 | «Vámonos»                                              | José Alfredo Jiménez           | 3:32     |  |
| 5.                 | «Cucurrucucú paloma»                                   | Tomás Méndez                   | 4:51     |  |
| 6.                 | «La reyna del inframundo»                              | Lila Downs/Paul Cohen          | 3:11     |  |
| 7.                 | «Fallaste corazón»                                     | Cuco Sánchez                   | 4:45     |  |
| 8.                 | «Solamente un día»                                     | Lila Downs/Paul Cohen          | 3:43     |  |
| 9.                 | «Xochipitzahua (Flor menudita)»                        | Dominio Popular                | 1:13     |  |
| 10.                | «Palomo del comalito (La molienda)»                    | Lila Downs/Paul Cohen          | 4:08     |  |
| 11.                | «Dios nunca muere (Con La Banda Tierra Mojada)»        | Macedonio Alcalá/Julián Maqueo | 4:56     |  |
| 12.                | «Pecadora (Illya Kuryaki & The Valderramas)»           | Lila Downs/Paul Cohen          | 4:08     |  |
| 13.                | «Cruz de olvido»                                       | Juan Zaizar                    | 4:49     |  |
| 14.                | «Misa oaxaqueña (Con La Banda Tierra Mojada)»          | Timoteo Cruz Santos            | 3:24     |  |
| 55:16              |                                                        |                                |          |  |

| Bonus tracks |                                         |                       |          |  |
| N.º          | Título                                  | Escritor(es)          | Duración |  |
| 15.          | «Mezcalito» (Versión Acústica)          | Lila Downs/Paul Cohen | 3:58     |  |
| 16.          | «Cucurrucucú paloma» (Versión Acústica) | Tomás Méndez          | 4:50     |  |

| iTunes plus |                                               |                       |          |  |
| N.º         | Título                                        | Escritor(es)          | Duración |  |
| 17.         | «La reyna del inframundo» (Versión en inglés) | Lila Downs/Paul Cohen | 3:11     |  |

- Edición especial

| Pecados y milagros — Disco |                                                        |                                      |          |  |
| N.º                        | Título                                                 | Escritor(es)                         | Duración |  |
| 1.                         | «Mezcalito»                                            | Lila Downs/Paul Cohen                | 4:28     |  |
| 2.                         | «Tu cárcel»                                            | Marco Antonio Solís                  | 3:44     |  |
| 3.                         | «Zapata se queda (Con Totó la Momposina y Celso Piña)» | Lila Downs/Paul Cohen                | 4:25     |  |
| 4.                         | «Vámonos»                                              | José Alfredo Jiménez                 | 3:32     |  |
| 5.                         | «Cucurrucucú paloma»                                   | Tomás Méndez                         | 4:51     |  |
| 6.                         | «La reyna del inframundo»                              | Lila Downs/Paul Cohen                | 3:11     |  |
| 7.                         | «Fallaste corazón»                                     | Cuco Sánchez                         | 4:45     |  |
| 8.                         | «Solamente un día»                                     | Lila Downs/Paul Cohen                | 3:43     |  |
| 9.                         | «Xochipitzahua (Flor menudita)»                        | Dominio Popular                      | 1:13     |  |
| 10.                        | «Palomo del comalito (La molienda)»                    | Lila Downs/Paul Cohen                | 4:08     |  |
| 11.                        | «Dios nunca muere (Con La Banda Tierra Mojada)»        | Macedonio Alcalá/Julián Maqueo       | 4:56     |  |
| 12.                        | «Pecadora (Illya Kuryaki & The Valderramas)»           | Lila Downs/Paul Cohen                | 4:08     |  |
| 13.                        | «Cruz de olvido»                                       | Juan Zaizar                          | 4:49     |  |
| 14.                        | «Misa oaxaqueña (Con La Banda Tierra Mojada)»          | Timoteo Cruz Santos                  | 3:24     |  |
| 15.                        | «Zapata se queda (Panóptica Orchestra Remix)»          | Lila Downs, Paul Cohen, Celso Duarte | 4:20     |  |
| 59:37                      |                                                        |                                      |          |  |

## Sencillos
Los sencillo oficiales de este álbum son «Palomo del comalito (La molienda)» y «Zapata se queda» aunque también se promocionó el tema «Pecadora» pero no fue lanzado como sencillo oficial y el tema «Mezcalito» fue elegido como tercer sencillo por los fanes de Lila Downs aunque solo se difundió en algunas estaciones de radio comunitarias en México.

## Historial de lanzamientos
| País           | Fecha                  | Formato              | Disquera                 | Catálogo |
| -------------- | ---------------------- | -------------------- | ------------------------ | -------- |
| Canadá         | 18 de octubre de 2010  | CD, Descarga digital | Sony Music               |          |
| México         | 18 de octubre de 2010  | CD, Descarga digital | Sony Music               |          |
| Latinoamérica  | 18 de octubre de 2010  | CD, Descarga digital | Sony Music Entertainment | 827226   |
| Francia        | 26 de octubre de 2011  | CD, Descarga digital | Sony Music               |          |
| Estados Unidos | 2 de noviembre de 2011 | Sony Music           |                          |          |

## Listados y certificaciones
| País/Continente | Lista musical          | Mejor posición | Certificación | Ventas   |
| --------------- | ---------------------- | -------------- | ------------- | -------- |
| Alemania        | German Albums Chart    | 22             | -             | 12.000   |
| Argentina       | Top Albums             | 1              | Platino       | 50.000   |
| Canadá          | Canadian Albums Chart  | 11             | -             | 20.000   |
| Chile           | Top 100 Albums         | 10             | Oro           | 20.000   |
| Colombia        | Top Álbumes            | 1              | Oro           | 5.000    |
| España          | Top Álbumes            |                |               | 20.000   |
| Estados Unidos  | Billboard 200          | 7              |               |          |
| Estados Unidos  | Billboard Latin Albums | 9(12)          | -             | 50.000   |
| Grecia          | European Albums Chart  | 26             | -             | 20,000   |
| Francia         | Top 200 Albums         | 10             | Oro           | 30,000   |
| México          | Top 100 Albums         | 1(6)           | Platino+Oro   | 90.000   |
| Mundo           | Top Albums             |                |               | +362,000 |

### Ventas en México
| Lista (2011) México            | Posición máxima |
| ------------------------------ | --------------- |
| Amprofón México Top 100 Albums | #2              |
| Mixup México                   | #1              |
| Sanborns México                | #4              |
| Tower Records México           | #10             |
| iTunes Store México            | #2              |

## Créditos

### Músicos
- Lila Downs – Voz, güiro.
- Paul Cohen – Saxofón tenor.
- Celso Duarte – Arpa, charango, jarana, coros, guitarra acústica.
- Yayo Serka – Batería.
- Rob Curto – Acordeón.
- Carlos Henderson  - Bajo eléctrico.
- Ángel Chacón – Guitarras.
- Paty Piñón – Percusiones.
- Leo Soqui – Acordeón, coros.
- Rafa Gómez – Guitarra eléctrica.
- Giovanni Buzzurro – Bajo eléctrico.

### Dirección y realización
- Lila Downs – Producción, arreglos.
- Paul Cohen – Producción, arreglos.
- Aneiro Taño – Producción ejecutiva.
- Enrique Gosselin y Gala Sánchez – Dirección de arte y fotografía.
- Alejandro Magallanes – Diseño de arte.
- Guillermo Gutiérrez y Charlie García – Coordinación de A & R.

### Grabación
- Aneiro Taño – Ingeniero de grabación.
- Rodolfo Vázquez – Ingeniero de grabación.
- Alan Saucedo – Ingeniero de grabación.
- Kamilo Kratc – Ingeniero de grabación.
- Mauricio Cano – Ingeniero de grabación.
- José Limberg – Ingeniero de grabación.
- Guillermo Mandrafina – Técnico de grabación.
- Alberto J. Rodríguez – Asistente de grabación.
- Sandra Kratc – Asistente de grabación.